# Izotiocijanat
Izotiocijanat je hemijska grupa –==, formirana supstitucijom kiseonika u izocijanatnoj grupi sumporom. Mnogi prirodni biljni izotiocijnati se formiraju enzimskom konverzijom glukozinolata. Prirodini izotiocijanati, poput alil izotiocijanata, su takođe poznati kao ulje senfa. Veštački izotiocijanat, fenil izotiocijanat, se korisiti za sekvenciranje aminokiselina u Edmanovoj degradaciji.

## Sinteza i reakcije
Opšti metod za formiranje izotiocijanata se sastoji od reakcije između primarnog amina (npr. anilina) i ugljen disulfida u vodenom rastvoru amonijaka. Dolazi do precipitacije amonijum ditiokarbamatne soli, koja se zatim treatira olovo nitratom da bi se formirao izotiocijanat. Jedan alternativni metod je zasnovan na tosil hloridom posredovanoj dekompoziciji ditiokarbamatnih soli koje se stravaraju u prvom koraku prethodnog postupka.
Izotiocijanati se takođe mogu formirati putem termički indukovanih fragmentacinih reakcija 1,4,2-oksatiazola. Ova sintetička metodologija je korištena pri polimerno podržanoj sintezi izotiocijanata.
Izotiocijanati su slabi elektrofili. Slično reakcijama ugljen dioksida, nukleofili napadaju ugljenik.
U ovoj sintezi ultimatni reakcioni produkt je tiazolidin. Reakcija je stereosektivna, te se formira samo Z-izomer.
Usled njihovog elektrofilnog karaktera, izotiocijanati su podložni hidrolizi.